# Abbazia di Santa Maria di Moreruela
L'abbazia di Santa Maria di Moreruela è un monastero cisterciense in rovina, situato in Spagna nel comune di Granja de Moreruela, in provincia di Zamora. Fu fondata nel iX secolo da un gruppo di monaci benedettini e ricostruita dai cistercensi nel secondo quarto del XII secolo.
Nel 1835 L'abbazia soffrì gli effetti della desamortización di Mendizábal, che implicò la chiusura dei monasteri con la confisca delle loro terre.
Nel 1931 venne dichiarato monumento nazionale e nel 1935 iniziarono le prime opere di restauro negli anni settanta del XX secolo.